# 後輪状披裂筋
後輪状披裂筋（こうりんじょうひれつきん）とは、内喉頭筋の一つで輪状軟骨に起始し、披裂軟骨に停止する平滑筋。迷走神経の枝である反回神経（下喉頭神経）に支配される。別名、後筋。
声門を開く。